# Тимошенко, Владимир Петрович
Владимир Петрович Тимошенко (1935—1991) — украинский советский машиностроитель, директор мелитопольского завода «Автоцветлит» (1974—1980) и Мелитопольского моторного завода (1980—1991), лауреат Государственной премии УССР в области науки и техники (1990), почётный гражданин Мелитополя.

## Биография
Владимир Тимошенко родился 9 декабря 1935 года в городе Новошахтинск, в Ростовской области РСФСР. В 1954 году окончил Новочеркасский электромеханический техникум и начал работать на Горьковском заводе п/с 429 в должности мастера, инженера-технолога, старшего инженера-технолога.
В 1957—1974 годах работал бригадиром, мастером, старшим мастером, начальником цеха Запорожского моторостроительного завода. В 1963—1969 годах обучался на вечернем отделении Запорожского машиностроительного института имени Чубаря по специальности «машины и литейное производство».
В 1974—1980 году Владимир Тимошенко работал директором завода «Автоцветлит» в Мелитополе, а в 1980—1991 годах — директором Мелитопольского моторного завода. Под руководством Тимошенко на Моторном заводе было завершено строительство механосборочного корпуса для выпуска силовых агрегатов к автомобилю «Таврия», внедрены первые роботокомплексы. По его инициативе были построены база отдыха Моторного завода, санаторий-профилакторий, пионерский лагерь «Смена», оздоровительный комплекс, 2 детских сада, 4 магазина, ГПТУ-10, общежития и жилые дома. Созданные и выпущенные под его руководством силовые агрегаты автомобиля «Таврия» отмечены серебряной и бронзовой медалями ВДНХ.
В 1975—1991 годах избирался депутатом Мелитопольского горсовета. Является автором 6 авторских свидетельств на изобретения.

## Награды и премии
- Орден Трудового Красного Знамени
- Орден Дружбы народов
- Орден «Знак Почёта»
- Государственная премия УССР в области науки и техники (1990)
- Звание «Почётный гражданин Мелитополя» (2002)

## Память

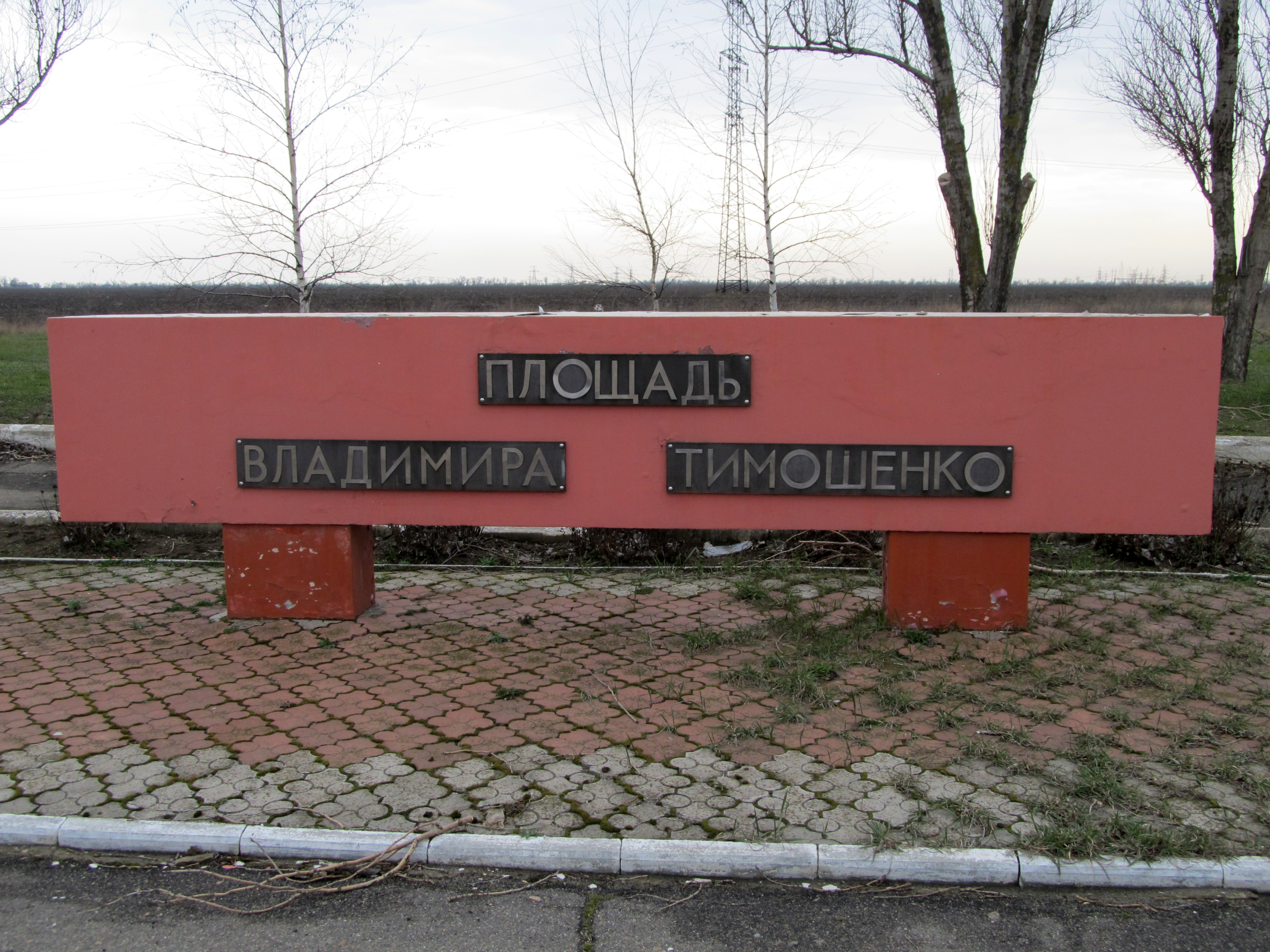
Знак с названием площади Владимира Тимошенко.

- В 1997 году в честь Тимошенко была названа площадь на окраине Мелитополя между двумя заводами, которыми он руководил — Моторным и Автоцветлитом[5].
- Несколько раз в Мелитополе проводился шахматный турнир памяти Владимора Тимошенко[6][7].
- В 2015 году, в честь 80-летия со дня рождения Тимошенко, в Мелитопольском краеведческом музее была открыта выставка «Машиностроитель с большой буквы»[4][1].
- В 2016 году, в рамках декоммунизации, в честь Тимошенко были переименованы Пролетарская улица и Пролетарский переулок в Мелитополе[5].